# David Waller
David Arthur Waller (ur. 10 czerwca 1961 w Londynie) – angielski duchowny rzymskokatolicki, konwertyta, ordynariusz Ordynariatu Personalnego Matki Bożej z Walsingham od 2024. 

## Życiorys
Święcenia diakonatu i kapłaństwa w Kościele Anglii przyjął odpowiednio w 1991 i 1992. W 2009 rozpoczął procedurę konwersji do Kościoła rzymskokatolickiego. W Wielkim Tygodniu w roku 2011 konwersja doszła do skutku. 11 czerwca 2011 otrzymał święcenia kapłańskie w Kościele rzymskokatolickim. Bezpośrednio po ich przyjęciu był administratorem kilku parafii Ordynariatu oraz pracował jako urzędnik Kurii. Pełnił także urząd Dziekana Południowo-Wschodniej Anglii oraz wikariusza generalnego.
29 kwietnia 2024 papież Franciszek mianował go Ordynariuszem Ordynariatu Personalnego Matki Bożej z Walsingham.
22 czerwca 2024 otrzymał święcenia biskupie. Udzielił mu ich kardynał Victor Manuel Fernández. Dzień później odbył się jego ingres do Katedry Westminsterskiej.  